# Уоррен, Джин (младший)
Джин Фрэнсис Уоррен-младший (англ. Gene Francis Warren Jr.) (22 июля 1941 – 28 ноября 2019) — американский художник по визуальным эффектам, известный по работе над такими научно-фантастическими фильмами и фильмами ужасов, как «Возвращение живых мертвецов», «Зубастики», «Кладбище домашних животных», «Бездна», «Дрожь земли» и «Дракула». Он получил наибольшую известность за свою работу в первых двух фильмах франшизы «Терминатор», и за последний из них — «Судный день», Уоррен получил премию «Оскар» в категории «Лучшие визуальные эффекты».

## Биография
Джин Фрэнсис Уоррен-младший родился 22 июля 1941 года в городе Лос-Анджелес, в штате Калифорния. Он является сыном Джина Уоррена-старшего, талантливого художника по спецэффектам, который работал над такой научно-фантастической классикой, как телесериал 1974 года — «Земля исчезнувших» и фильм 1960 года — «Машина времени», которая принесла ему премию «Оскар» в категории «Лучшие спецэффекты». Уоррен-старший умер от рака в 1997 году.
В начале 1980-х годов, Джин Уоррен-младший основал собственную компанию по производству спецэффектов — Fantasy II Film Effects, и до своей смерти преподавал киноискусство в Университете Южной Калифорнии.
Джин Уоррен-младший внёс вклад во многие научно-фантастические фильмы и фильмы ужасов 1980-х годов, включая «Возвращение живых мертвецов» 1985 года, «Зубастиков» 1986 года, «Леди в белом», «Клоунов-убийц из космоса» (оба 1988 года), «Кладбище домашних животных» и «Бездну» (оба 1989 года).
После 1980-х годов, Джин Уоррен-младший работал над такими фильмами, как «Дрожь земли» 1990 года, «Дракула», «Хихикающий доктор» (оба 1992 года), «Последний киногерой» 1993 года, «Правдивая ложь» 1994 года, «Повелитель иллюзий» 1995 года, «Ворон 2: Город ангелов» 1996 года, «Крик 3» 2000 года, «Человек-мотылёк» 2002 года и первыми тремя фильмами серии «Другой мир».
Благодаря его новаторским разработкам для фильма 1991 года — «Терминатор 2: Судный день», Джин Уоррен-младший получил премию «Оскар» за лучшие визуальные эффекты на её 64-й церемонии вручения в 1992 году, вместе с Деннисом Мьюреном, Стэном Уинстоном и Робертом Скотаком. Ранее он работал над первым фильмом «Терминатор» 1984 года, в качестве руководителя по спецэффектам.
Джин Фрэнсис Уоррен-младший умер 28 ноября 2019 года в своём доме в районе Голливуд-Хиллз, штата Калифорния в возрасте 78 лет.

## Избранная фильмография
- Космический охотник: Приключения в запретной зоне (1983)
- Терминатор (1984)
- Возвращение живых мертвецов (1985)
- Зубастики (1986)
- Ночной полёт (1987)
- Леди в белом (1988)
- Клоуны-убийцы из космоса (1988)
- Бэт-21 (1988)
- Ночь страха 2 (1988)
- Киборг (1989)
- Кладбище домашних животных (1989)
- Бездна (1989)
- Дрожь земли (1990)
- Франкенштейн освобождённый (1990)
- Оно (1990)
- Капитан Америка (1990)
- Терминатор 2: Судный день (1991)
- Хихикающий доктор (1992)
- Дракула (1992)
- Немезида (1992)
- Уроды (1993)
- Последний киногерой (1993)
- Парень с того света (1993)
- Нападение 50-футовой женщины (1993)
- Спиной к стене (1994)
- Тень (1994)
- Правдивая ложь (1994)
- Розуэлл (1994)
- Огненный сезон (1994)
- Охота на ведьм (1994)
- Фильм о семейке Брейди (1995)
- Джонни-мнемоник (1995)
- Повелитель иллюзий (1995)
- Странные дни (1995)
- Ворон 2: Город ангелов (1996)
- Белоснежка: Страшная сказка (1997)
- Джордж Уоллес (1997)
- Дом Франкенштейна (1997)
- Дорога на Арлингтон (1999)
- Атомный поезд (1999)
- Крик 3 (2000)
- 6-й день (2000)
- Аттила-завоеватель (2001)
- Человек-мотылёк (2002)
- Вампиры 2: День мёртвых (2002)
- Земное ядро: Бросок в преисподнюю (2003)
- Другой мир (2003)
- Каратель (2004)
- Другой мир: Эволюция (2006)
- Другой мир: Восстание ликанов (2009)
- Неудержимые (2010)
- Королевство полной луны (2012)